# Półkole rzutów wolnych
Ten artykuł opisuje zagadnienie koszykarskie zgodne z normami FIBA.
Zasady w ligach NBA, NCAA lub innych mogą różnić się od tutaj przedstawionych.

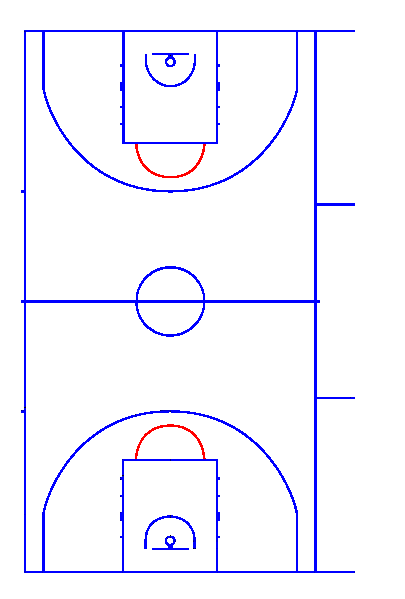
Półkole rzutów wolnych w koszykówce zaznaczone na czerwono.

Półkole rzutów wolnych – linie znajdujące się na obu połowach boiska ponad obszarem ograniczonym oraz linią rzutów wolnych. Promień półkola rzutów wolnych powinien wynosić 180 centymetrów. 